# Berkheya zeyheri
Berkheya zeyheri là một loài thực vật có hoa trong họ Cúc. Loài này được (Sond. & Haw.) Harv. & Sond. mô tả khoa học đầu tiên năm 1865.